# CH Cerdanyola
El Cerdanyola Club d'Hoquei , o simplemente CH Cerdanyola o Cerdanyola CH, es una entidad deportiva de la localidad barcelonesa de Cerdanyola del Vallès dedicada a la práctica del hockey sobre patines, patinaje artístico.
Fue fundado en septiembre del año 1936, siendo por tanto el club de hockey patines decano en España. La sección de patinaje artístico fue creada en 1970.

## Historia
Desde la creación de la División de Honor Española (actual OK Liga) en la temporada 1969/70, el Cerdanyola CH ha disputado la máxima categoría un total de 21 temporadas, 20 en la Primera División, 4 en la Nacional Catalana y 2 en la Primera Catalana (datos contabilizados hasta 2018). La última temporada en que militó en la OK Liga fue la 2007/08 descendiendo al final de la misma. En la temporada 2009/10 el equipo renunciaba por temas económicos a jugar en Primera División y descendía a Nacional Catalana.
Sus logros deportivos más importantes fueron los subcampeonatos de la Copa del Generalísimo de los años 1944 y 1973, tras perder las finales ante el RCD Español y Reus Deportiu respectivamente, así como el subcampeonato de la Copa de la CERS de la temporada 1984-85, en la que cayó derrotado ante el Hockey Novara italiano.
El equipo femenino conquistó la Copa de la Reina y la OK Liga en su debut en la temporada 2009/10, manteniéndose en dicha categoría los tres años siguientes, hasta el descenso voluntario a Primera División por temas económicos en 2013. Tras dos años en la categoría de plata vuelve a conseguir el ascenso a la OK Liga en 2015.

## Palmarés equipo masculino
- 1 Liga Primera Catalana: Temporada 2012/13
- 1 Copa de la Liga Primera Catalana: Año 2013
- 1 Campeonato de Cataluña 2ª Categ.: Año 1937
- 1 Campeonato de Cataluña: Año 1945
- 3 Copas de Cataluña: Años 1979, 1980 y 1981
- 2 Torneo Hermanos Pironti: Años 1941 y 1944
- 2 Ligas Primera Nacional Española: Temporadas 1976/77 y 1995/96

## Palmarés equipo femenino
- 1  Liga Nacional Catalana: Temporada 2014/15
- 2 Copas de la Liga Catalana: Temporadas 2008/09 y 2014/15
- 1 Copa Generalitat: Año 2015
- 1 Supercopa Catalana: Año 2010
- 1 Copa de la Reina: Año 2010
- 1 Ok Liga: Temporada 2009/10